# Scopula rhodinaria
Scopula rhodinaria är en fjärilsart som beskrevs av Hans Rebel 1907. Scopula rhodinaria ingår i släktet Scopula och familjen mätare. Inga underarter finns listade.